# Antissionismo

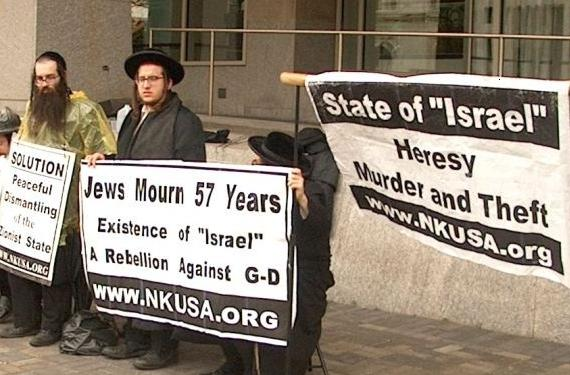
Manifestação do Neturei Karta, pela desmontagem pacífica do "estado sionista", na conferência do AIPAC, em Washington, DC, maio de 2005.

Antissionismo é a oposição política, moral ou religiosa às várias correntes ideológicas incluídas no sionismo, inclusive ao estado judeu, criado com base nesse conceito.
Eventualmente, o termo também é muitas vezes aplicado à oposição  política ao governo de Israel, sobretudo se motivada por denúncias de violações sistemáticas de direitos humanos dos palestinos, incluindo crimes de guerra, mas também à negação ao direito de existência do Estado de Israel.
A linha mais forte e numerosa de antissionistas contudo continua a ser a que deriva de Amin al-Husayni, tio de Yasser Arafat, e tido como um grande mentor do antissemitismo muçulmano.[carece de fontes?]
Os antissionistas condenam o movimento sionista por ter promovido a compra e ocupação das terras no Mandato Britânico da Palestina, com o objetivo de criar o Estado de Israel, que consideram artificial. O questionamento sobre a definição de Israel como estado judeu ainda suscita controvérsia e oposição entre os antissionistas há mais de sessenta anos, assim como a ocupação da Cisjordânia.

## Antissionismo e antissemitismo
Para uma parcela dos sionistas, o antissionismo é uma manifestação antissemita.[carece de fontes?] Normalmente quando não se reconhece Israel como um Estado judeu ou se odeia o país por isso[carece de fontes?]. Contudo, não significa que todos os que criticam Israel sejam antissemitas.
Muitos judeus são antissionistas. Antes do estabelecimento do Estado de Israel, a grande maioria dos rabinos se manifestavam em oposição ao sionismo. Depois do estabelecimento do estado, grupos religiosos como Satmar e Neturei Karta mantiveram a mesma oposição que era comum anteriormente, de dizer que o sionismo é idolatria, de que é proibido um judeu se juntar com sionistas, entre outras coisas. Há judeus agnósticos marxistas, como Ralph Shoenman, Michel Warschawski e Norman Finkelstein, que se autodenominam ou são reconhecidos como antissionistas. Igualmente, alguns proeminentes intelectuais judeus que defendem a desocupação dos territórios palestinos e/ou a eliminação do Estado de Israel são considerados antissemitas por alguns outros judeus e frequentemente são proibidos de entrar em território israelense.